# Sanomi
Sanomi är en musiksingel av den belgiska musikgruppen Urban Trad. Låten representerade Belgien vid Eurovision Song Contest 2003 i Riga i Lettland. Låten är skriven av Yves Barbieux.
Bidraget framfördes i finalen den 24 maj 2003. Det slutade på andra plats med 165 poäng, endast två poäng bakom vinnarlåten "Everyway That I Can" från Turkiet.

## Listplaceringar
| Lista (2003) | Topplacering |
| ------------ | ------------ |
| Belgien      | 3            |